# Acoyte
Acoyte – stacja metra w Buenos Aires, na linii A. Znajduje się pomiędzy stacjami Río de Janeiro a Primera Junta. Stacja została otwarta 1 kwietnia 1914.